# Tranh chấp Biển Đông Việt Nam – Trung Quốc (2011)
Tranh chấp trên Biển Đông giữa Việt Nam và Trung Quốc năm 2011 là một phần trong tranh chấp chủ quyền Biển Đông, bắt đầu từ vụ tàu Bình Minh 02 bị các tàu hải giám Trung Quốc cắt cáp thăm dò diễn ra vào ngày 26 tháng 5 năm 2011, đánh dấu sự leo thang trong tranh chấp ở Biển Đông, được phía Việt Nam xem là hành động gây hấn, vi phạm chủ quyền thuộc loại nghiêm trọng nhất mà Trung Quốc từng thực hiện tại vùng biển của Việt Nam. Tuy nhiên, Trung Quốc lại cho rằng chính Việt Nam mới là bên đã vi phạm chủ quyền và hoạt động bất hợp pháp trên lãnh hải Trung Quốc.

## Sự kiện tàu Bình Minh 02
Ngày 26 tháng 5 năm 2011, Tập đoàn Dầu khí Quốc gia Việt Nam tuyên bố ba tàu hải giám của Trung Quốc xâm nhập vùng đặc quyền kinh tế của Việt Nam, phá hoại thiết bị và cản trở tàu khảo sát địa chấn Bình Minh 02 của Tập đoàn đang hoạt động tại vùng biển miền Trung chỉ cách mũi Đại Lãnh của tỉnh Phú Yên 120 hải lý. Hành động này đánh dấu sự leo thang trong hành động gây hấn của Trung Quốc đối với Việt Nam, được báo chí chính thống của Việt Nam thông tin rộng rãi, kịp thời, có sự phản đối bằng lời có mức độ của nhà cầm quyền Việt Nam, gây ra dư luận bức xúc cho người dân Việt Nam. Đây được coi là hành động vi phạm chủ quyền thuộc loại nghiêm trọng nhất mà Trung Quốc từng thực hiện tại vùng biển của Việt Nam tính tới tháng 5 năm 2011.

### Diễn biến sự việc
Tàu địa chấn Bình Minh 02 (trực thuộc Tập đoàn Dầu khí Việt Nam - PVN) đang triển khai khảo sát địa chấn tại khu vực lô 125, 126, 148, 149 ở thềm lục địa miền Trung của Việt Nam (đều nằm hoàn toàn trong vùng đặc quyền kinh tế và thềm lục địa của Việt Nam) thực hiện kế hoạch PVN đã phê duyệt chương trình thăm dò khai thác dầu khí năm 2011.
Vào lúc 05h05' ngày 26/5/2011, rada tàu địa chấn Bình Minh 02 đã phát hiện có tàu lạ đang chuyển động rất nhanh về phía khu vực khảo sát. Sau đó 5 phút thì phát hiện tiếp hai tàu nữa đi từ phía ngoài vào. Đó là ba tàu hải giám của Trung Quốc chạy thẳng vào khu vực khảo sát mà không có cảnh báo.
Vào lúc 05h58' tàu hải giám Trung Quốc đã chủ động chạy qua khu vực thả dây cáp, cắt cáp thăm dò của tàu Bình Minh 02. Tọa độ bị cắt cáp là vị trí 12°48’25" vĩ độ Bắc và 111°26’48" kinh độ Đông, chỉ cách mũi Đại Lãnh (Phú Yên) khoảng 120 hải lý, nằm hoàn toàn trong vùng đặc quyền kinh tế thuộc quyền chủ quyền của Việt Nam.
Ba tàu Hải giám Trung Quốc đã làm ảnh hưởng, cản trở hoạt động bình thường của tàu địa chấn Bình Minh 02. Sau đó tiếp tục uy hiếp tàu Bình Minh 02 và thông báo là tàu Bình Minh đã vi phạm chủ quyền của Trung Quốc. Nhưng tàu Bình Minh của PVN cương quyết bác bỏ luận điệu của tàu hải giám Trung Quốc và khẳng định rằng tàu Bình Minh đang nằm trong vùng đặc quyền kinh tế thuộc quyền chủ quyền của Việt Nam.
Việc các tàu hải giám Trung Quốc vào rất sâu trong vùng đặc quyền kinh tế của Việt Nam để phá hoại, cản trở các hoạt động thăm dò khảo sát bình thường của PVN là một hành động hết sức ngang ngược, vi phạm trắng trợn đối với quyền chủ quyền của Việt Nam, gây thiệt hại lớn về kinh tế và cản trở hoạt động của PVN.

### Đấu khẩu giữa đôi bên
Ngày 28 tháng 5, Bộ Ngoại giao Việt Nam nói Trung Quốc vi phạm nghiêm trọng quyền chủ quyền của Việt Nam, yêu cầu nước này "chấm dứt ngay, không tái diễn" những hành động đó, đồng thời đòi bồi thường thiệt hại. Việt Nam cũng cho rằng hành động của Trung Quốc vi phạm Công ước Luật biển năm 1982 của Liên Hợp Quốc, trái với tinh thần và lời văn của tuyên bố năm 2002 giữa ASEAN và Trung Quốc về ứng xử của các bên trên Biển Đông, cũng như "nhận thức chung của lãnh đạo cấp cao hai nước".
Cùng ngày, phản hồi cáo buộc của Việt Nam, phía Trung Quốc nói vụ việc ngày 26 tháng 5 là "hoạt động bình thường trong vùng biển chủ quyền của nước này". Người Phát ngôn Bộ Ngoại giao Trung Quốc Khương Du tuyên bố "Trung Quốc phản đối việc Việt Nam thăm dò và khai thác dầu khí tại khu vực Biển Đông thuộc chủ quyền của Trung Quốc", vì nó "đi ngược lại lợi ích và chủ quyền của Trung Quốc tại Biển Đông, vi phạm nhận thức chung mà hai bên đã đạt được về vấn đề này".
Ngày 29 tháng 5, phát Ngôn viên Bộ Ngoại giao Việt Nam Nguyễn Phương Nga bác bỏ tuyên bố của bà Khương Du, nói khu vực xảy ra sự việc không thể do Trung Quốc quản lý, và cáo buộc nước này đang "làm phức tạp thêm tình hình ở Biển Đông", "cố tình làm dư luận hiểu nhầm khu vực không có tranh chấp thành khu vực tranh chấp". Bà Phương Nga nói chính hành động của Trung Quốc đã đi ngược lại "nhận thức chung của lãnh đạo cấp cao hai nước" và "lời kêu gọi giải quyết các tranh chấp liên quan bằng biện pháp hòa bình của chính họ". Việt Nam cũng khẳng định yêu sách "đường lưỡi bò" (đường chín đoạn) của Trung Quốc là "không có cơ sở pháp lý".
Ngày 31 tháng 5, người Phát ngôn Khương Du nhắc lại lập trường của Trung Quốc là tàu hải giám của họ chỉ "làm việc thực thi pháp luật trước sự hoạt động bất hợp pháp của tàu Việt Nam". Bộ Ngoại giao Trung Quốc khẳng định "đây là hành động hoàn toàn chính đáng" của Trung Quốc, và yêu cầu Việt Nam dừng ngay các hoạt động ở Biển Đông và không gây thêm rắc rối. Tân Hoa xã vào ngày 3 tháng 6 đã trích lời người Phát ngôn Bộ Ngoại giao Trung Quốc Hồng Lỗi nói các cáo buộc của Việt Nam là "hoàn toàn bịa đặt" và "Trung Quốc luôn cam kết gìn giữ hòa bình và ổn định tại Biển Đông".
Ở một khía cạnh khác, việc xây dựng công trình hữu nghị do Trung Quốc viện trợ không hoàn lại lên tới 200 triệu nhân dân tệ cho Chính phủ Việt Nam vẫn diễn ra. Không tới 1 tuần sau đó, vào ngày 2 tháng 6, Phó Thủ tướng Việt Nam Hoàng Trung Hải giao Ủy ban nhân dân thành phố Hà Nội chỉ đạo sớm triển khai dự án và khẩn trương xây dựng Cung Hữu nghị Việt - Trung tại xã Mễ Trì, huyện Từ Liêm, thành phố Hà Nội.

## Vụ tàu Viking II
Ngày 9 tháng 6 năm 2011, 2 tuần sau vụ tàu Bình Minh 02, một tàu thăm dò dầu khí khác của Việt Nam thuê lại tiếp tục bị tàu Trung Quốc phá hoại thiết bị.

### Diễn biến sự việc
Tàu khảo sát địa chấn 3D Viking 2 của liên doanh CGG Veritas (Pháp) được Tổng công ty Cổ phần Dịch vụ Kỹ thuật Dầu khí Việt Nam thuê để thăm dò dầu khí ngoài khơi Vũng Tàu đã bị 1 "tàu cá" của Trung Quốc (mang số hiệu 6226) chạy với tốc độ cao ngang qua và dùng "thiết bị chuyên dụng" cắt dây cáp, khiến tàu này phải ngừng hoạt động. Tiếp đó, 2 "tàu cá" khác của Trung Quốc (mang số hiệu 311 và 303) tiến vào "giải cứu" để tàu số 6226 rút lui an toàn.

### Cáo buộc qua lại giữa đôi bên
Phát ngôn viên Bộ Ngoại giao Việt Nam Nguyễn Phương Nga xác nhận vụ việc trên, và lại "phản đối mạnh mẽ việc Trung Quốc vi phạm nghiêm trọng quyền chủ quyền và quyền tài phán quốc gia của Việt Nam", yêu cầu phía Trung Quốc xuất phát từ tầm cao chiến lược của quan hệ Việt – Trung, "chấm dứt ngay và không để tái diễn" các vụ việc như thế. Bộ Ngoại giao Việt Nam cũng đã gặp đại diện Đại sứ quán Trung Quốc tại Hà Nội để phản đối.
Cùng ngày, phản hồi cáo buộc của Việt Nam, Bộ Ngoại giao Trung Quốc nói "tàu cá" nước này không cắt cáp của tàu Viking 2, mà ngược lại đã bị tàu có vũ trang của Việt Nam "đuổi bắt", "kéo lê" trong hơn 1 tiếng đồng hồ, "đe dọa nghiêm trọng tính mạng của ngư dân Trung Quốc". Ông Hồng Lỗi cáo buộc Việt Nam đã "vi phạm chủ quyền của Trung Quốc" trong vụ tàu Viking 2, và nói "vùng biển xảy ra sự cố là của Trung Quốc, nhiều thế hệ ngư dân Trung Quốc đã đánh bắt (cá) trong vùng biển này". "Lưới của một trong các tàu cá Trung Quốc bị vướng vào dây cáp của một tàu thăm dò dầu khí Việt Nam, vốn đang hoạt động bất hợp pháp trong vùng biển này", phát ngôn nhân này nói.

## Phản ứng của Bộ Quốc phòng hai bên
Ngày 3 tháng 6, bên lề Đối thoại Shangri-La tại Singapore, Bộ trưởng Bộ Quốc phòng Việt Nam Phùng Quang Thanh khẳng định trong cuộc gặp với người đồng cấp Lương Quang Liệt: "Đảng, Nhà nước, Quân đội và nhân dân Việt Nam hết sức coi trọng quan hệ đoàn kết hữu nghị, hợp tác toàn diện với Trung Quốc".
Tờ Nhân dân Nhật báo của Trung Quốc thì trích lời tướng Phùng Quang Thanh: "Trung Quốc là anh em tốt, đối tác tốt, bạn bè tốt và đồng chí tốt của Việt Nam", và ông Su Hao (Tô Hạo) từ Đại học Ngoại giao Trung Quốc khen Việt Nam "cuối cùng cũng tỏ ra biết điều".
Trong khi đó, báo chí Việt Nam đưa tin: khi phía Việt Nam bày tỏ sự "bức xúc của dư luận" về vụ việc ngày 26 tháng 5 "khiến lãnh đạo Đảng và Nhà nước lo ngại", tướng Lương Quang Liệt tuyên bố "Quân Giải phóng Nhân dân Trung Quốc không có hành động can dự nào vào sự việc vừa diễn ra."
Trong hai ngày 19 và 20 tháng 6, Việt Nam phái 2 tàu hải quân (mang số hiệu HQ375 và HQ376) tham gia tuần tra liên hợp cùng hải quân Trung Quốc tại Vịnh Bắc Bộ. Hai tàu Việt Nam sau đó sẽ qua eo biển Quỳnh Châu vào cảng Trạm Giang để thăm chính thức Trung Quốc và "giao lưu hữu nghị với Hải quân Trung Quốc".

### Tập trận
Bộ Quốc phòng Trung Quốc loan báo sẽ diễn tập hải quân tại Biển Đông vào cuối tháng 6 năm 2011, và nói đây chỉ là cuộc "tập trận thường kỳ trong vùng biển quốc tế phía Tây Thái Bình Dương, phù hợp với luật pháp quốc tế, không có ý đồ đe dọa và cũng không nhằm vào quốc gia nào". Cuộc tập trận của Trung Quốc sẽ diễn ra trong 3 ngày.
Ngày 7 tháng 6, Việt Nam cũng loan báo sẽ tập trận bắn đạn thật tại khu vực Hòn Ông ngoài khơi Quảng Nam vào ngày 13 tháng 6 năm 2011, từ 08 đến 12 giờ và từ 19 đến 24 giờ. Sau đó, sang ngày 14 tháng 6 sẽ có đợt bắn dự bị, cũng kéo dài đến nửa đêm. Hải quân Việt Nam chỉ bắn pháo và các loại đạn thường, không có tên lửa.
Giống như phía Trung Quốc, Việt Nam cũng tuyên bố "đây là hoạt động huấn luyện thông thường hàng năm", nhưng ấn bản tiếng Anh của Hoàn Cầu Thời Báo (Trung Quốc) vẫn cho rằng đây là "cuộc phô diễn sức mạnh quân sự nhằm thách thức Trung Quốc", và viết: "Hoạt động này diễn ra sau khi đã có cảnh báo Hà Nội phải chấm dứt ngay việc vi phạm chủ quyền của Trung Quốc tại Nam Hải (Biển Đông)".
Báo South China Morning Post của Hồng Kông loan tin Việt Nam và Hoa Kỳ chuẩn bị diễn tập hải quân chung. Người Phát ngôn của Hạm đội 7 - Jeff Davis - nói các hoạt động này "đã được lên lịch từ lâu" và "không liên quan tới tình hình căng thẳng hiện tại giữa các nước Việt Nam, Philippines và Trung Quốc".
Trung Quốc tuyên bố "phản đối thế lực bên ngoài can dự vào tranh chấp biển Nam Hải", và cảnh cáo "các quốc gia không liên quan hãy rút lui". Phát ngôn viên Bộ Ngoại giao Trung Quốc Hồng Lỗi nói: "Chúng tôi hy vọng là các nước không liên can trực tiếp đến vấn đề Nam Hải hãy nghiêm chỉnh tôn trọng quyền của những nước có liên quan giải quyết vấn đề thông qua đàm phán".

## Các vụ đụng độ khác
- Ngày 1 tháng 6 năm 2011, 5 ngày sau vụ tàu Bình Minh 02 bị cắt cáp, 3 tàu hải quân Trung Quốc (mang số hiệu 989, 27 và 28) đã nổ súng uy hiếp, ngăn cản 4 tàu cá của tỉnh Phú Yên gần đá Đông thuộc quần đảo Trường Sa. Bị bắn đuổi, các ngư dân Việt Nam phải bỏ chạy sang nơi khác, không dám đánh bắt ở gần Trường Sa nữa.[26][27][28]
- Ngày 5 tháng 7 năm 2011, một tàu chiến của Trung Quốc mang số hiệu 44861 đã đuổi theo tàu của ngư dân Quảng Ngãi đang hoạt động gần quần đảo Hoàng Sa.[29] Tàu Trung Quốc thả một ca nô chở mười lính có trang bị súng tiểu liên và dùi cui xông lên tàu cá của Việt Nam, đánh đập thuyền trưởng, lục soát và thu giữ khoảng một tấn cá. Sau đó lính Trung Quốc đuổi các ngư dân Việt Nam đi và không cho họ đánh cá ở vùng biển này nữa.[29] Phía Việt Nam chưa có phản ứng gì về sự việc này.[29]

Trước đó, một tàu đánh cá khác của ngư dân Quảng Ngãi cũng đã bị một tàu có trang bị vũ khí của Trung Quốc chặn bắt và tịch thu ngư cụ, tài sản khi đang neo đậu tại khu vực đá Lồi thuộc quần đảo Hoàng Sa.
Ngày 14 tháng 7, Trung Quốc đã làm lễ tiễn tàu ngư chính số 46012 lên đường đi tuần tra ở khu vực Nam Sa (Việt Nam gọi là Trường Sa). Theo Tân Hoa xã, tàu này có 22 thủy thủ sẽ hoạt động ở khu vực đá Vành Khăn trong thời gian 50 ngày để "thể hiện chủ quyền và sự quản lý của Trung Quốc" đối với quần đảo Trường Sa.
Trước tình hình thường xuyên bị Trung Quốc gây hấn, Việt Nam khuyến khích ngư dân "bám biển" và các chính quyền địa phương đưa ra giải pháp để giúp ngư dân "bám biển". Một ngư dân kiên trì "bám biển" được tung hô là "sói biển" đã được doanh nghiệp cho vay 300 triệu đồng để mua sắm tàu và ngư cụ tiếp tục ra khơi sau khi ông này 4 lần bị Trung Quốc bắt giữ và tịch thu tài sản. Việc ngư dân "bám biển" được cho là sẽ góp phần "bảo vệ chủ quyền biển đảo".

## Tác động

### Phản ứng quốc tế
Đô đốc Robert Willard, Tư lệnh Bộ Chỉ huy Thái Bình Dương của Hoa Kỳ phát biểu: "Mỹ không đứng về bên nào trong một cuộc tranh chấp", "Đây là một cam kết chắc chắn để cho thấy rằng các bên liên quan tới tranh chấp cần phải cùng nhau giải quyết vấn đề một cách hòa bình và thông qua đối thoại, chứ không phải bằng những va chạm trên biển hoặc trên không".
Thượng nghị sĩ Hoa Kỳ Jim Webb, Chủ tịch Tiểu ban Đông Á tại Thượng viện và từng là Bộ trưởng Hải quân, cùng với James Inhofe, vào ngày 13 tháng 6 đã đưa ra một nghị quyết lên án Trung Quốc sử dụng vũ lực trong việc tranh chấp chủ quyền. Nghị quyết đặc biệt nhắc đến vụ Bình Minh 02 và Viking II cũng như một cuộc đụng độ khác giữa Trung Quốc và Philippines.
Ngày 17 tháng 6, Mỹ và Việt Nam đã ra thông cáo chung sau vòng Đối thoại về chính trị, an ninh-quốc phòng Việt- Mỹ lần thứ 4 diễn ra tại Washington D.C., kêu gọi "duy trì hòa bình, ổn định, an toàn và tự do lưu thông hàng hải tại Biển Đông" và "không sử dụng vũ lực để giải quyết tranh chấp".
Bộ Ngoại giao Singapore, một quốc gia không có tranh chấp chủ quyền trong khu vực, kêu gọi Trung Quốc "tuyên bố chủ quyền tại Biển Đông với mức độ chính xác hơn bởi vì sự thiếu rõ ràng hiện nay của họ đã gây ra mối quan ngại nghiêm trọng trong cộng đồng hàng hải quốc tế".

### Truyền thông
Với sự kiện này, các phương tiện truyền thông chính thống của Việt Nam như báo Thanh niên, báo Tuổi trẻ, VNExpress, Vietnamnet,... đều viết bài, giật tít đăng tin về vụ tàu Bình Minh 02 và đều có thái độ chỉ trích nặng nề đối với hành động cắt cáp thăm dò của phía Trung Quốc, khẳng định hành động của Trung Quốc là "ngang ngược", xâm phạm chủ quyền Việt Nam.
Nhận xét về câu "Hải quân Việt Nam sẽ làm mọi việc cần thiết để bảo vệ vững chắc hòa bình, độc lập chủ quyền và toàn vẹn lãnh thổ của Việt Nam" của bà Nguyễn Phương Nga trong cuộc họp báo ngày 29 tháng 5, tờ Hoàn Cầu Thời Báo của Trung Quốc thách thức: "Nếu Việt Nam thực sự sẵn sàng làm mọi việc cần thiết, cứ việc thử sức mình xem". Tờ báo này nói "Trung Quốc là nước lớn, sức mạnh hơn hẳn Việt Nam", nhưng "luôn tìm cách tránh leo thang xung đột", "không muốn ép buộc Việt Nam", tuy nhiên "sự kiềm chế của Trung Quốc không phải là không có giới hạn".
Theo Nhân dân Nhật báo Trung Quốc bản online ngày 31/5 trong bài "Chuyên gia: Việt Nam có ý đồ gây hấn trên Biển Đông, Trung Quốc không thể cứ tự kiềm chế mãi" thì nguyên nhân xa của việc cắt cáp tàu Bình Minh 02 là do "Việt Nam thường có thái độ kích động, liên tục khai thác dầu khí ở vùng tranh chấp và di dân ra các đảo tranh chấp khiến Trung Quốc không thể nhịn được nữa".
Báo chí nước ngoài mô tả đây là sự leo thang của căng thẳng trong tranh chấp tại Biển Đông giữa Trung Quốc và các nước liên quan, gồm Việt Nam, Philippines.
Ngày 11 tháng 6, Nhật báo Hoàn Cầu do Đảng Cộng sản Trung Quốc xuất bản đã đăng 1 bài xã luận chỉ bằng tiếng Hoa, trong đó nói Việt Nam đang áp dụng "chủ nghĩa dân tộc ở hình thức thấp kém nhất để tạo ra sự thù địch mới giữa hai nước". Báo này nhấn mạnh Trung Quốc "luôn tôn trọng các nước nhỏ", nhưng khi một nước nhỏ lại "tìm cách tống tiền Trung Quốc" thì người dân Trung Hoa "một mặt cảm thấy tức giận, mặt khác cảm thấy buồn cười nữa". Bài xã luận được kết luận: "nếu Việt Nam tưởng rằng càng gây rối thì càng hưởng lợi thì hãy đọc lại lịch sử".
Một số nhà bình luận Trung Quốc cho rằng nguyên nhân Việt Nam lên tiếng mạnh mẽ hơn trước về tranh chấp trên Biển Đông là vì hiện nay nền kinh tế Việt Nam đang suy thoái, lạm phát gia tăng, dẫn đến tình trạng bất mãn, và chính quyền Việt Nam cần một kẻ thù bên ngoài để người dân Việt Nam quên đi các vấn đề trong nước.
Ngày 21 tháng 6, Hoàn Cầu Nhật báo phiên bản tiếng Anh đăng một bài xã luận với tựa đề "Trung Quốc phải phản ứng đối với khiêu khích của Việt Nam", trong đó kêu gọi Trung Quốc phải chuẩn bị hai kế hoạch: một là "đàm phán với Việt Nam để đi đến một giải pháp hòa bình", và hoặc là "đối trả sự khiêu khích của Việt Nam bằng các đòn đánh chính trị, kinh tế, và ngay cả quân sự". Đồng thời, tờ báo kêu gọi Trung Quốc phải nói rõ nếu có đánh trả Việt Nam thì Trung Quốc sẽ chiếm lại những hòn đảo mà Việt Nam đang chiếm đóng.

### Phản ứng của người dân
Đã có các phản ứng được cho là tự phát của người dân, doanh nghiệp kêu gọi tuần hành ôn hòa chống Trung Quốc tại Đại sứ quán và Lãnh sự quán ở thành phố Hồ Chi Minh vào ngày chủ nhật 5 tháng 6, bỏ các tour du lịch Trung Quốc hoặc không phục vụ du lịch khách Trung Quốc thăm Côn Đảo, đề xuất sử dụng ngoại giao nhân dân...
Ngày 7 tháng 6, Phát ngôn nhân Bộ Ngoại giao Trung Quốc Hồng Lỗi nói: "Trung Quốc có chủ quyền không thể tranh cãi đối với quần đảo Nam Sa (Việt Nam gọi là Trường Sa) và các vùng lãnh hải lân cận". Bắc Kinh cũng thúc giục Việt Nam phải có "những nỗ lực nghiêm túc" nhằm giải quyết "tình trạng giận dữ" quanh vùng lãnh hải đang tranh chấp ở Biển Đông, sau khi hàng trăm người tham dự cuộc biểu tình chống Trung Quốc tại Việt Nam.
Theo một cuộc thăm dò ý kiến trên Internet của tờ Văn vị Báo, tờ báo Hồng Kông được cho là có lập trường của Đảng Cộng sản Trung Quốc, trên 85% người tham gia cho rằng họ phản đối lập trường của Việt Nam trong vụ tranh chấp.

#### Các đợt biểu tình chống Trung Quốc

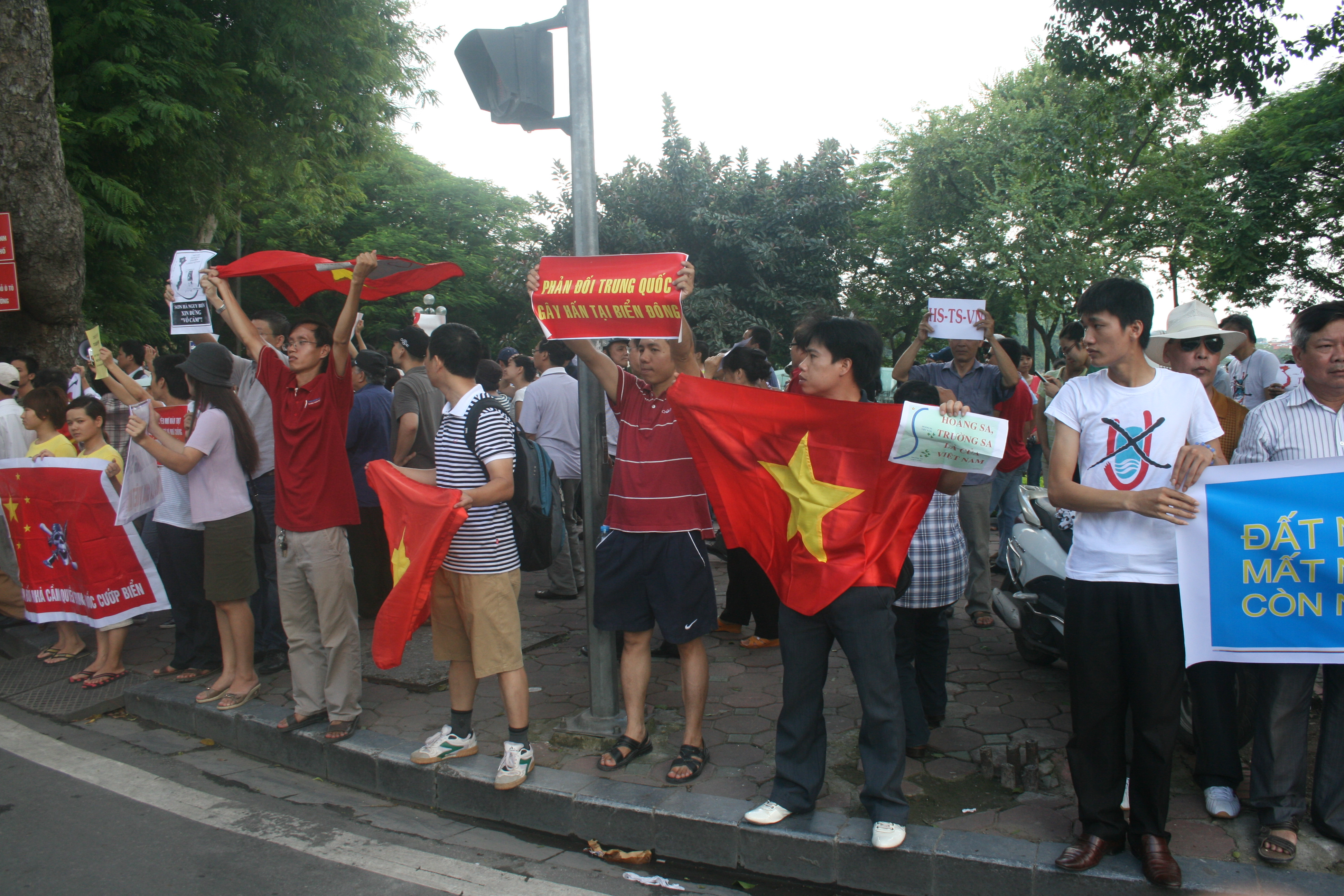
Một phần quang cảnh đợt biểu tình chống Trung Quốc lần thứ 10 diễn ra vào ngày 14 tháng 8 năm 2011 tại hồ Hoàn Kiếm.

Theo tường thuật của đài BBC Việt ngữ thì diễn biến các đợt biểu tình chống Trung Quốc như sau:
Ngày 5 tháng 6, nhiều người tụ tập tại Hà Nội và Thành phố Hồ Chí Minh biểu tình chống chính sách của Trung Quốc tại Biển Đông. Họ tụ tập trước cửa Đại sứ quán và Lãnh sự quán Trung Quốc, mặc áo T-shirt màu đỏ có sao vàng, hát quốc ca mang theo các khẩu hiệu "Phản đối Trung Quốc gây hấn", "Trung Quốc hãy chấm dứt việc xâm lược biển đảo của Việt Nam" và bày tỏ quan điểm rằng Hoàng Sa và Trường Sa là của Việt Nam. Đám đông tụ họp được gần nửa tiếng, tới khoảng gần 8:45 phút sáng thì bị công an giải tán. Thứ trưởng Quốc phòng Việt Nam Nguyễn Chí Vịnh nói với BBC: "Đây là hành động tự phát của người dân", nhưng "không nên, dù đây là bắt nguồn từ lòng yêu nước". Theo Thông tấn xã Việt Nam, đây là do sự tụ tập tự phát của một số ít người Việt yêu nước, và sau khi được các đoàn thể chức năng chính quyền Việt Nam giải thích họ đã giải tán, và Thông tấn xã Việt Nam cho rằng thông tin họ "biểu tình phản đối Trung Quốc" là "sai sự thật".
Ngày 12 tháng 6, một số người lại tuần hành chống Trung Quốc tại Hà Nội và Thành phố Hồ Chí Minh. Họ mặc áo đỏ sao vàng vốn thường được dùng lúc đi xem đội tuyển bóng đá Việt Nam thi đấu, mang theo các biểu ngữ "Hoàng Sa, Trường Sa là của Việt Nam", "Phản đối Trung Quốc xâm lấn biển Việt Nam", "Phản đối Trung Quốc gây hấn Việt Nam", "Trung Quốc hãy thực hiện Tuyên bố về cách ứng xử của các bên trên Biển Đông DOC"... và cả chân dung Đại tướng Võ Nguyên Giáp với hàng chữ "Quân đội Nhân dân Việt Nam muôn năm". Công an đã phân tán đoàn biểu tình làm nhiều nhóm nhỏ. Sau khi bị phân tán, đến khoảng sau 11 giờ hoạt động cũng chấm dứt.
Đạo diễn điện ảnh, nhà thơ Đỗ Minh Tuấn nói với BBC là ông đã bị công an bắt đưa về đồn khi đang cùng khoảng 300 người biểu tình đi xung quanh Hồ Hoàn Kiếm. Nhưng sau khi gọi điện cho Trung tướng Hữu Ước, Tổng Biên tập Báo Công an Nhân dân, nơi ông vẫn thường xuyên cộng tác viết bài, thì đạo diễn Đỗ Minh Tuấn được thả ra.
Ngày 19 tháng 6, lại có biểu tình chống Trung Quốc lần thứ ba. Cũng như 2 lần trước, cuộc biểu tình diễn ra vào ngày chủ nhật, và hàng trăm người tụ tập trước Đại sứ quán Trung Quốc ở Hà Nội với các biểu ngữ như "Hoàng Sa - Trường Sa là của Việt Nam", "Trung Quốc hãy chấm dứt xâm lược lãnh thổ Việt Nam"... Theo BBC, trong số những người biểu tình có các nhân vật được nhiều người biết đến như tiến sĩ Nguyễn Quang A, bác sĩ Phạm Hồng Sơn và luật sư Nguyễn Thị Dương Hà, vợ của Cù Huy Hà Vũ - người được cho là tù nhân lương tâm.
Theo BBC, cho đến ngày 3 tháng 7, các đợt biểu tình chống Trung Quốc tại Việt Nam đã kéo dài đến tuần thứ 5 liên tiếp. Trong đợt biểu tình lần thứ 6 diễn ra vào chủ nhật ngày 10 tháng 7, công an Việt Nam đã tạm giữ hàng chục người, bao gồm cả phóng viên và nhà báo làm việc cho các hãng thông tin nước ngoài như AP, NHK và Asahi Shimbun của Nhật. Tổ chức Theo dõi Nhân quyền (HRW) và Ủy ban bảo vệ các nhà báo (CPJ) đã lên tiếng chỉ trích, lên án Việt Nam về sự việc trên.
Theo BBC và RFA, đợt biểu tình chống Trung Quốc lần thứ 7 diễn ra vào ngày 17 tháng 7 cũng đã bị công an giải tán một cách "thô bạo", một số người được cho là đã bị công an đánh trước khi thả ra. Việc ngăn cản biểu tình này diễn ra sau khi Thứ trưởng Ngoại giao Việt Nam Hồ Xuân Sơn đi thăm Bắc Kinh vào ngày 25 tháng 6 và thống nhất với Trung Quốc tăng cường "định hướng dư luận" nhằm tránh có những lời lẽ và hành động có thể gây phương hại tới "quan hệ hữu nghị và tin tưởng lẫn nhau" giữa nhân dân hai nước.
Chủ nhật ngày 24 tháng 7 đã diễn ra đợt biểu tình lần thứ 8 liên tiếp. Có đến hàng trăm người tham gia tại Hà Nội, bao gồm nhiều nhân sĩ trí thức và thanh niên. Đoàn biểu tình ủng hộ báo Đại Đoàn Kết vì đã kêu gọi vinh danh các binh sĩ Việt Nam hy sinh khi chiến đấu chống Trung Quốc tại Hoàng Sa năm 1974 (Hải chiến Hoàng Sa 1974) và Trường Sa năm 1988 (Hải chiến Trường Sa 1988). Họ cũng hô khẩu hiệu phản đối trước trụ sở báo Hà Nội Mới vì tờ báo này đã đăng bài ca ngợi tướng Trung Quốc Hứa Thế Hữu, người đã có công với Trung Quốc trong chiến tranh biên giới Việt-Trung năm 1979.
Sau 10 tuần biểu tình liên tục, vào ngày 18 tháng 8, Ủy ban Nhân dân thành phố Hà Nội chính thức yêu cầu người dân "chấm dứt mọi hoạt động tụ tập, biểu tình, tuần hành tự phát trên địa bàn thành phố". Theo Ủy ban Nhân dân thành phố Hà Nội, các cuộc biểu tình sau này là do "các thế lực chống đối nhà nước Việt Nam trong và ngoài nước đã và đang kêu gọi, kích động, hướng dẫn quần chúng biểu tình, tuần hành gây mất an ninh trật tự ở Thủ đô" và "những cuộc tụ tập, biểu tình, tuần hành tự phát đã gây ảnh hưởng xấu đến trật tự an toàn xã hội, đến hình ảnh Thủ đô Hà Nội - Thành phố vì hòa bình; tiềm ẩn các yếu tố gây mất ổn định chính trị; tác động tiêu cực tới việc thực hiện đường lối, quan hệ đối ngoại".
Ngày 21 tháng 8, nhiều người vẫn tiếp tục biểu tình, bất chấp lệnh cấm của Ủy ban Nhân dân Hà Nội. Công an đã bắt giữ ít nhất 15 người.

### Các cuộc tấn công trên mạng
Nhiều trang mạng của Trung Quốc, một số website của chính phủ Trung Quốc với đuôi gov.cn bị các hacker Việt Nam đột nhập, đánh phá và gửi lên đó các thông điệp khẳng định chủ quyền của Việt Nam tại Hoàng Sa và Trường Sa. Đến ngày 9 tháng 6, vài trang web như của chính quyền thành phố Hàng Châu, tỉnh Chiết Giang vẫn còn tê liệt.
Ngày 8 tháng 6, hàng loạt website Việt Nam bị tấn công, để lại các thông điệp bằng tiếng Trung Quốc, hình ảnh quốc kỳ và cả quốc ca Trung Quốc. Vài ngày sau, con số trang web của Việt Nam bị tấn công lên tới 1500, bao gồm website của Tập đoàn Dầu khí Quốc gia Việt Nam, Ban Quản trị Trung tâm Dữ liệu Hoàng Sa, trang web của các cơ quan, đơn vị bộ ngành có tên miền gov.vn, Trung tâm Biên, Phiên dịch Quốc gia thuộc Bộ Ngoại giao Việt Nam, Bộ Nông nghiệp và Phát triển Nông thôn Việt Nam, các công cụ tìm kiếm, và cả của các doanh nghiệp. Đây được cho là hành động trả đũa của hacker Trung Quốc sau khi các website của họ bị hacker tấn công vào ngày 2 tháng 6.